# 鍾功哲

鍾功哲（1973年1月28日—），臺灣藝術家，碩士畢業於私立中國文化大學美術系，曾在法國凡爾賽美術學院留學4年，現任中華民國後立體派畫會理事長、紗帽山畫會副理事長、雲觀藝術負責人。